# Selaginella mutica
Selaginella mutica là một loài dương xỉ trong họ Selaginellaceae. Loài này được D.C. Eaton ex Underw. mô tả khoa học đầu tiên năm 1898.